# SN 1995W
SN 1995W – supernowa typu II odkryta 5 sierpnia 1995 roku w galaktyce NGC 7650. W momencie odkrycia miała maksymalną jasność 16,00m.